# جمله (منطق ریاضی)
یک جمله (به انگلیسی: sentence) (یا فرمول بسته) در منطق محمولات، برای یک گزاره منطقی یک فرمول خوش-فرم با مقدار بولی است که «هیچ متغیر آزادی ندارد». به عبارت دیگر، یک جمله یک گزاره را بیان می‌کند و آن گزاره باید حتماً درست یا نادرست باشد. این محدودیت که نباید هیچ متغیر آزادی داشته باشد، به این دلیل لازم است که یقین حاصل شود که جمله‌ها فقط دارای «ارزش درستی ثابت، و غیرانتزاعی» باشند: یعنی به این دلیل که متغیرهای آزاد موجود در یک فرمول (عمومی) می‌تواند روی چندین مقدار تغییر کند، «مقدار درستی» چنین فرمولی می‌تواند «تغییر» کند.
جمله‌های فاقد هرگونه رابط منطقی یا سور، جمله اتمی نامیده می‌شوند؛ که در مقایسه با فرمول اتمی است. سپس جمله‌ها از فرمول‌های اتمی (با اعمال رابط و سور) ساخته می‌شود.
به مجموعه‌ای از جمله‌ها یک نظریه گفته می‌شود؛ از این رو جمله‌های منفرد را می‌توان قضیه نامید. برای آنکه به خوبی، درستی یا (نادرستی) یک جمله را ارزیابی کرد، باید ارجاعی به تفسیر برای یک نظریه ایجاد کرد. برای نظریه مرتبه اول، معمولاً تفسیرها ساختار نامیده می‌شوند. اگر یک ساختار یا تفسیر داده شده باشد، یک جمله یک مقدار درستی ثابت خواهد داشت. یک نظریه موقعی برآورده‌پذیر است که امکان ارائه یک تفسیر موجود باشد، که در آن تفسیر، همه جمله‌ها مقدار «درست» دارند. مطالعه الگوریتم‌ها برای کشف خودکار تفسیر نظریه‌ها، که همه «جمله‌های درست» را تحویل می‌دهد، مسئله «نظریه‌ها به پیمانه برآورده‌پذیری» نامیده می‌شود.

## مثال
مثال زیر در منطق مرتبه اول
{\displaystyle \forall y\exists x(x^{2}=y)}
یک «جمله» است. این جمله در اعداد حقیقی مثبت ℝ+ درست است، اما در اعداد حقیقی ℝ نادرست است، و در اعداد مختلط ℂ درست است. (به صورت ساده، این جمله به این صورت تفسیر می‌شود که هر عضو یک ساختار مورد نظر مربع یک عضو از آن ساختار خاص است). از جهت دیگر فرمول
{\displaystyle \exists x(x^{2}=y)}
یک جمله نیست، زیرا در آن یک متغیر آزاد y وجود دارد. در ساختار اعداد حقیقی، این فرمول موقعی درست است که یک جایگزین (اختیاری) y = 2 داده شده باشد، اما موقعی نادرست است که y = –۲ باشد.
آنچه مهم است، وجود متغیر آزاد (و نه مقدار درستی غیرثابت) است، برای مثال حتی در ساختار اعداد مختلط، که در آن بیانیه بالا همیشه درست است، یک این فرمول «جمله» محسوب نمی‌شود. اما چنین فرمولی را می‌توان یک گزاره در نظر گرفت.